# Caeruleuptychia pilata
Espèce
Caeruleuptychia pilata est une espèce de papillons de la famille des Nymphalidae et de la sous-famille des Satyrinae et du genre Caeruleuptychia.

## Dénomination
Caeruleuptychia pilata a été décrit par l'entomologiste Arthur Gardiner Butler en 1867, sous le nom initial d' Euptychia pilata.

### Nom vernaculaire
Caeruleuptychia pilata se nomme Pilata Satyr en anglais.

## Écologie et distribution
Caeruleuptychia pilata est présent au Brésil.

### Protection
Pas de statut de protection particulier